# Cytherura laconia
Cytherura laconia is een mosselkreeftjessoort uit de familie van de Cytheruridae. De wetenschappelijke naam van de soort is voor het eerst geldig gepubliceerd in 1967 door McKenzie.